# Poliana marmorata
Poliana marmorata är en fjärilsart som beskrevs av Fawcett 1915. Poliana marmorata ingår i släktet Poliana och familjen svärmare. Inga underarter finns listade i Catalogue of Life.